# جاي روي هيلاند
جاي روي هيلاند (بالإنجليزية: J. Roy Helland)‏ هو فنان ماكياج أمريكي، ولد في 28 يناير 1943 في غلينديل في الولايات المتحدة.

## وصلات خارجية
- جاي روي هيلاند على موقع IMDb (الإنجليزية)
- جاي روي هيلاند على موقع قاعدة بيانات برودواي على الإنترنت (الإنجليزية)
- جاي روي هيلاند على موقع قاعدة بيانات الفيلم (الإنجليزية)